# ティーブ釜萢
ティーブ釜萢（ティーブかまやつ、Tib Kamayatsu、本名：釜萢 正（かまやつ ただし）、1911年5月7日 - 1980年3月10日）は、アメリカカリフォルニア州ロサンゼルス市生まれのジャズ・シンガー、ジャズ・ミュージシャン。1944年までアメリカ国籍を保持していた。戦後の日本においてジャズを普及させたミュージシャンの一人。

## 経歴

### 生い立ち
アメリカのカリフォルニア州ロサンゼルス市郊外で洋服店を営む日本人の両親のもと、1911年に日系アメリカ人2世として生まれた。その後音楽に親しみ、ギターやバンジョーなどの楽器を習得し、演奏を行うようになる。

### 来日
20代で日系アメリカ人のバンド「ショー・トーキアンズ」に加入したものの、アメリカは当時大恐慌下で、日系人は職が得られなかったため、1937年にバンドを組み来日した。
日米間を運航する客船のバンドで演奏した後、東京府を拠点にジャズシンガーとして活躍していた。淡谷のり子のバックバンドをやったり、中華民国の上海に赴き「上海バンスキング」のモデルとなった店で演奏する。
なお、この頃おなじく日系アメリカ人2世で、日本に渡ってジャズをやっていた森山良子の父、森山久と親しくなる。釜萢は日本人女性と結婚したが、それが縁で森山は釜萢の妻の妹と結婚し、「妻同士が姉妹」の義兄弟の関係になる。
第二次世界大戦末期の1944年、日本語がほとんど話せないにもかかわらず召集令状がきた。中国戦線に渡り、自動車の運転ができたため、輸送部隊に配属された。なお、対米プロパガンダ放送「東京ローズ」で、釜萢（もしくは森山）がジャズを演奏していたという説もある。

### 復員後
復員後は、ボーカルは石井好子で森山もいた「ニュー・パシフィック・バンド」に入り、駐日連合国軍（主に首都圏のアメリカ軍）の将校クラブやキャンプ等で演奏活動をする。

### 日本ジャズ学校
その傍ら、1950年創立の「日本ジャズ学校」を開校し校長を務め、ミッキー・カーチスや平尾昌晃、ペギー葉山など太平洋戦争後の日本のポップス界を引っ張る歌手を育てた。「日本ジャズ学校」は「日本初のジャズ学校」とされる。
また、「ティーブ釜萢とブルーリボン」などのグループとしても活躍した。
1980年3月10日に死去した。

## 家族
息子はミュージシャンの「ムッシュかまやつ」ことかまやつひろしであり、彼が在籍していたバンド、ザ・スパイダースの名付け親でもある。1971年に共演アルバム「FATHER & MAD SON」を発表している。孫の「TAROかまやつ」ことかまやつ太郎もミュージシャンである。
また、姪（妻の姪）は歌手の森山良子、大甥（妻の大甥）はシンガーソングライターの森山直太朗、大姪（妻の大姪）は元歌手の森山奈歩、その夫はお笑いコンビおぎやはぎの小木博明という芸能一家である。

## 作品

### アルバム
- かまやつひろし、ティーブ釜萢『ファザー＆マッド・サン』フィリップス、FX-8026、LP、日本、1971年。フィリップス、CHOP D-049、CD、日本、1997年[8]。
- Tib Kamayatsu『スウィング・ア・シンプル・メロディ』ベルウッドレコード、OFL 3006、LP、日本、1976年[9]。

### その他
1953年の新東宝映画『青春ジャズ娘』に出演した。
1978年の細野晴臣のアルバム『はらいそ』に収録された「ジャパニーズ・ルンバ」（グレン・ミラーのカヴァー）でリードヴォーカルをとっている。